# سوريا في الألعاب الأولمبية الصيفية 2020
شاركت سوريا في الألعاب الأولمبية الصيفية 2020 في طوكيو والتي تأجلت من عام 2020 إلى الفترة بين 23 يوليو و8 أغسطس 2021 نتيجة لجائحة فيروس كورونا. وهي المشاركة الرابعة عشر لسوريا في الألعاب الأولمبية الصيفية منذ عام 1948.

## الميداليات
| الميدالية | الرياضي  | الرياضة     | المُسابقة | تاريخ التتويج |
| --------- | -------- | ----------- | -------- | ------------- |
| برونزية   | معن أسعد | رفع الأثقال | 109 كلغ  | 4 أغسطس 2021  |

| الرياضة     | الأول | الثاني | الثالث | المجموع |
| رفع الأثقال | 0     | 0      | 1      | 1       |
| المجموع     | 0     | 0      | 1      | 1       |

| الميداليات حسب التاريخ | الميداليات حسب التاريخ | الميداليات حسب التاريخ | الميداليات حسب التاريخ | الميداليات حسب التاريخ | الميداليات حسب التاريخ |
| ---------------------- | ---------------------- | ---------------------- | ---------------------- | ---------------------- | ---------------------- |
| التاريخ                | الأول                  | الثاني                 | الثالث                 | المجموع                |                        |
| 4 أغسطس                | 0                      | 0                      | 1                      | 1                      |                        |
| المجموع                | 0                      | 0                      | 1                      | 1                      |                        |

## الرياضات
| الرياضة     | رجال | سيدات | المجموع |
| ----------- | ---- | ----- | ------- |
| ألعاب القوى | 1    | 0     | 1       |
| الفروسية    | 1    | 0     | 1       |
| السباحة     | 1    | 0     | 1       |
| تنس الطاولة | 0    | 1     | 1       |
| رفع الأثقال | 1    | 0     | 1       |
| الترياتلون  | 1    | 0     | 1       |
| المجموع     | 5    | 1     | 6       |

## الرياضيون المشاركون
| اسم الرياضي    | الرياضة                   | نتيجة المشاركة | ملاحظات |
| -------------- | ------------------------- | -------------- | ------- |
| مجد الدين غزال | الوثب العالي              |                |         |
| أحمد حمشو      | الفروسية قفز فردي         |                |         |
| هند ظاظا       | تنس الطاولة               |                |         |
| محمد ماسو      | الترياثلون                |                |         |
| أيمن كلزي      | السباحة 200 م فراشة رجال  |                |         |
| معن أسعد       | رفع الأثقال +109 كغم رجال |                |         |

## ألعاب القوى
تأهل رياضي سوري واحد لأولمبياد طوكيو 2020 ضمن السباقات التالية:
| الرياضي        | المسابقة     | التصفيات | التصفيات | النهائي | النهائي |
| الرياضي        | المسابقة     | نتيجة    | رتبة     | نتيجة   | رتبة    |
| -------------- | ------------ | -------- | -------- | ------- | ------- |
| مجد الدين غزال | الوثب العالي |          |          |         |         |